# VFW-Fokker 614
O VFW-Fokker 614 (também conhecido como VFW 614) foi um avião de passageiros bimotor projetado e construído pela empresa de aviação holandesa e alemã ocidental VFW-Fokker. Foi o primeiro avião de passageiros a jato a ser desenhado e produzido na Alemanha Ocidental, bem como a primeira aeronave civil construída na Alemanha a ser fabricada por uma década. Originalmente desenvolvido como um substituto para o Douglas DC-3, sua característica mais marcante era que seus motores eram montados em cápsulas em postes acima da asa. O programa foi cancelado em 1977, pois as vendas previstas e, consequentemente, a produção não foram alcançadas.

## Desenvolvimento
O VFW-Fokker 614 foi originalmente proposto no ano de 1961 pelo grupo Entwicklungsring Nord (ERNO) (composto por Focke-Wulf, Hamburger Flugzeugbau (HFB) e Weser) como E.614, uma aeronave com capacidade para 36 a 40 passageiros equipada com um par de motores turbofan Lycoming PLF1B-2. Durante esse período, a indústria da Alemanha Ocidental passou por uma reorganização substancial, resultando no estabelecimento da Vereinigte Flugtechnische Werke (VFW), com sede em Bremen. O desenvolvimento do que seria futuramente o VFW 614 passou então para as mãos da recém fundada companhia alemã.
A Lycoming decidiu abandonar o desenvolvimento do PLF1, o que levou à escolha de usar um motor alternativo, o  turbofan Rolls-Royce/SNECMA M45H, em seu lugar. Ao contrário do PLF1, o M45H foi desenvolvido especificamente para alimentar o VFW 614. Durante todo o desenvolvimento, uma das principais prioridades dos motores foi a redução do ruído, permitindo que o avião comercial utilizasse pequenos aeroportos municipais sem incorrer em restrições de ruído em suas operações.
Em 1968, o projeto foi autorizado. Nessa altura, 80 porcento do apoio garantido para o mesmo era proveniente do Governo da Alemanha Ocidental. Em 1970, a produção em larga escala do VFW 614 foi aprovada, altura na qual a VFW se fundiu com a fabricante de aeronaves holandês Fokker, um movimento que resultou na primeira empresa aeronáutica transnacional da Europa, a VFH-Fokker GmbH. A publicação aeroespacial Flying Magazine credita o envolvimento da Fokker no projeto com vários refinamentos e mudanças no design emergente do VFW 614, que incluía o descarte de uma cauda em T em troca de uma unidade convencional com estabilizador vertical baixo e diedro.
Durante esse período, a Fokker procurou ampliar sua base financeira e determinou que o VFW 614 era promissor; como tal, a empresa pretendia comercializar o mesmo por meio da unidade de vendas civis e da infraestrutura de suporte estabelecidas pela Fokker; no entanto, a união foi considerada por alguns comentaristas como um "acordo infeliz" e durou apenas dez anos. Além disso, vários acordos de compartilhamento de riscos foram concluídos com outras empresas de aviação, incluindo a Siebel ATG (SEAT), a Fairey, a SABCA e a Shorts. A montagem final da aeronave seria realizada nas instalações da VFW em Bremen. 
O desenvolvimento da aeronave foi fortemente influenciado pela aeronave de passageiros pré-guerra Douglas DC-3.  No final de 1971, foi relatado que a empresa havia previsto que as vendas gerais do avião VFW 614 atingiriam entre 300 e 400 unidades.
Em 14 de julho de 1971, o primeiro dos três protótipos realizou seu voo inaugural. O primeiro voo da aeronave foi também a primeira vez que o motor esteve no ar, já que este não havia voado anteriormente num banco de ensaios.  Para acelerar os testes de voo, os dois primeiros protótipos, que eram alegadamente quase idênticos, foram enviados para a Espanha por três meses para que avaliassem seu desempenho em condições "quentes e altas". Assim que acumulou 800 horas voadas, o projeto foi congelado para produção, tendo sua atividade de fabricação iniciada nos dez primeira aeronaves de produção.
O desenvolvimento da aeronave foi demorado e os pedidos levaram tempo para se tornarem realidade, apesar de uma forte campanha de marketing. A situação dificultou-se mais ainda pela falência da Rolls-Royce em 1971, que ameaçou o fornecimento de motores. De acordo com a publicação da revista aeronáutica britânica Flight International, em 1974 as garantias de desempenho tanto no empuxo quanto no consumo de combustível do M45H foram cumpridas.
Em 1º de fevereiro de 1972, houve a perda do primeiro protótipo durante os testes (na qual ambos os pilotos saltaram, mas o primeiro oficial veio a falecer devido a uma falha em seu paraquedas), que foi atribuída a uma ocorrência de vibração no profundor, desempenhando um papel significante na redução ainda maior da situação da ordem. No final de 1974, foram feitas encomendas de itens de longo prazo para completar a produção prevista de 30 VFW-614s, juntamente com itens críticos suficientes para construir até 50 aviões comerciais.  Em fevereiro de 1975, apenas dez aeronaves haviam sido encomendadas. Em abril de 1975, o primeiro VFW 614 de produção fez seu primeiro voo, que viria a ser entregue à Cimber Air da Dinamarca quatro meses depois.

## Design
O VFW-Fokker 614 era um avião regional bimotor de curta distância. O 614 foi o primeiro jato de passageiros desenvolvido pela Alemanha Ocidental e apresentava uma configuração de motor não convencional. Em sua época, a aeronave foi um dos menores e mais lentos aviões comerciais produzidos. O VFW 614 portava um par de motores turbofan Rolls-Royce/SNECMA M45H. Este motor, relativamente silencioso e sem fumaça, foi especialmente desenvolvido para impulsionar o modelo. Para maior redução do ruído interno, foi instalado isolamento acústico na cabine.
Esses motores foram instalados no avião de uma maneira não convencional, tendo sido montados acima das asas em postes em uma posição no meio da asa. Este arranjo tinha várias vantagens, como evitar penalidades de peso estrutural impostas pelos motores montados na traseira e os potenciais riscos de ingestão presentes quando os motores eram montados sob as asas, além de proteger as pessoas no solo do ruído dos motores durante sobrevoos. A configuração do motor permitiu a adoção de um trem de pouso curto e robusto, adequado para realizar operações em pistas reduzidas ou mal preparadas.
Juntamente com a instalação do motor acima da asa, foi adotada uma asa não enflechada equipada com um flap de borda de fuga contínuo. O flap contínuo proporcionou excelente desempenho em baixa velocidade, entretanto, durante o deslocamento em alta velocidade, a interferência entre os campos de fluxo da asa e do pilão resultou na separação do fluxo, o que por sua vez limitou a velocidade de cruzeiro a Mach 0,65 (433,38 nós).
A cabine de comando do VFW 614 foi projetada para facilitar operações com dois tripulantes.  A tripulação de voo dispõe de um grande para-brisa, proporcionando visibilidade externa favorável e um ambiente relativamente espaçoso. Em vez de usar consoles montados nas laterais, um grande console montado centralmente acomoda os controles primários do motor e os sistemas de rádio VHF, juntamente com os controles individuais para ajustar os spoilers, flaps e trim. A aviônica incluía um diretor de voo construído pela Collins, piloto automático e um sistema de alerta ao piloto. Outro diferencial do modelo é a presença de um sidestick do lado esquerdo, enquanto havia um manche no lado direito. Essa característica facilitava a adaptação dos pilotos.
De acordo com a Flight International, o modelo havia tendências de voo consideravelmente tranquilas e fáceis de controlar, juntamente com controles leves, características de aileron favoráveis e uma alta taxa de rolagem. Um atributo negativo no desempenho de voo eram suas características de estol, que foram descritas como ocorrendo inicialmente "quase no pior lugar possível — a extremidade interna dos ailerons". O regime de estol foi amplamente explorado durante os testes de voo, o que levou a uma redefinição do perfil do bordo de ataque da asa para uma curvatura externa adicional adotada em aeronaves de produção para melhorar o desempenho.

## Histórico operacional
Logo após a entrada em serviço do VFW 614, ficou claro que as vendas ficaram muito aquém das expectativas. De acordo com o autor Mark E. Mendenhall, a gestão da VFW-Fokker estava dividida entre linhas nacionais. Vários funcionários alemães da empresa atribuíam o fraco desempenho de vendas ao fato da equipe de vendas holandesa ter prestado pouca atenção ao modelo, considerando o mesmo como um concorrente das linhas de produtos estabelecidas da Fokker para encomendas, e de os vendedores terem priorizado a promoção dos aviões de passageiros produzidos na Holanda. Segundo relatos, alguns gerentes holandeses tinham preferência por suas próprias aeronaves, considerando-as um sucesso consolidado e o VFW 614 um desperdício de esforço.
A companhia aérea Lufthansa, da Alemanha Ocidental, se recusou a adquirir quaisquer VFW 614s. Na época, a empresa havia priorizado o desenvolvimento de rotas de longo curso, para as quais os aviões regionais não eram suficientes, enquanto o governo alemão não aceitou pressionar a companhia aérea a comprar o modelo. Segundo os autores H. Dienel e P. Lyth, a falta de interesse da companhia no modelo foi atribuída como um fator importante no fracasso comercial do VFW 614. Apenas três companhias aéreas e a Força Aérea Alemã iriam operar os novos VFW 614. A aeronave era inicialmente propensa a ter problemas de motor e era muito cara para as pequenas companhias aéreas regionais para cujas necessidades foi projetada. Apenas 13 das 19 aeronaves construídas entraram em serviço.
Em 1977, o programa foi cancelado devido à falta de vendas, e a última aeronave não vendida voou em julho de 1978. Mendenhall relata que os funcionários alemães sentiam que eram considerados subordinados à Fokker, sensação que aumentou à medida que o fracasso comercial do VFW 614 se tornou cada vez mais explícito. Depois de 1981, apenas as aeronaves da Força Aérea Alemã continuaram em serviço, sendo a última aposentada no ano de 1999. O último VFW 614 em condições de voar era usado pelo DLR para o projeto Advanced Technologies Testing Aircraft System (ATTAS) (em português, Sistema de Teste com Tecnologias Avançadas de Aeronaves). Depois de ficar parado em Braunschweig por muitos anos, a aeronave (registrada D-ADAM) foi aposentada em 7 de dezembro de 2012, para o Deutsches Museum Flugwerft em Oberschleißheim.

## Operadores
Dinamarca
- A Cimber Air recebeu duas aeronaves.[26]

 França
- A Air Alsace comprou três aeronaves.[27]
- A Touraine Air Transport encomendou oito aeronaves, mas cancelou o pedido restante após receber duas.[28]

 Alemanha Ocidental
- A Força Aérea da Alemanha Ocidental recebeu três aeronaves.[29][30]

## Especificações
Descrições gerais
- Tripulação: 2 .
- Capacidade: 40–44 passageiros .
- Comprimento: 20,6 m (68 ft) .
- Envergadura: 21,5 m (71 ft) .
- Altura: 7,84 m (26 ft) .
- Área alar: 64 m² (689 ft²) .
- Peso de decolagem: 19 950 kg (44 000 lb) .

Performance
- Velocidade máxima: 704 km/h (437 mph)
- Velocidade de cruzeiro (Mach): 0.65 Ma
- Alcance: 1 200 km (746 mi)
- Razão de subida: 15.75 m/s
- Tecto de serviço: 7 620 m (25 000 ft)
Informações acima obtidas do website Aviões e Músicas.[6]